# Касперовка
Касперовка — северо-восточная окраина старого Таганрога, бывшее землевладение коменданта города, генерала И. П. Каспарова.

## История
Касперовка — обширный район городской земли, принадлежавшей коменданту крепости генерал-лейтенанту Ивану Петровичу Каспарову (1740—1814).
Каспаров насадил на своих землях шелковичные деревья, одна из аллей — нынешняя Газовая улица. Именно Каспарову Юг России обязан широким распространением шелковицы («тютины»), которую он разводил в своём имении, надеясь создать шелкопрядческую отрасль.
После его смерти имение было распродано наследниками по частям. Район частями сдавался под огороды, а позже здесь были построены первый и второй кожевенные заводы купца Серебрякова.
В образовавшемся посёлке жили в основном рабочие. В 1861 году было 70 домов с населением около 350 человек, в 1873 году домов уже было 550 при населении 5000 человек. В 1877 году был устроен базар, имелись лавки, трактир, баня. Разговоры о присоединении Касперовки к городу велись с 1870-х годов, но официально район вошёл в состав Таганрога только в 1916 году.
В 1902 году ленинская газета «Искра» писала: «Касперовка — предместье, населённое рабочими металлургического завода, — имела вид голодающей русской деревни».
Хулиганов, проживающих в районах Касперовки и Скараманговки, в Таганроге называли «фараонами», в отличие от других городов России, где так именовали городовых.
В 1924 году Касперовка была переименована в Заводской городок. Позже он вошёл в состав Орджоникидзевского района. Название «Касперовка» бытует в речи таганрожцев и по сей день. Часть Касперовки от Социалистической улицы в сторону моря в обиходе именуют Нижней Касперовкой.
Ныне это густо застроенный район Таганрога, тянущийся от Центрального парка культуры и отдыха до городка металлургов.